# Пришибська селищна рада
Приши́бська се́лищна ра́да — адміністративно-територіальна одиниця та орган місцевого самоврядування в Михайлівському районі Запорізької області. Адміністративний центр — селище міського типу Пришиб.

## Загальні відомості
Пришибська селищна рада утворена в 1923 році.
- Територія ради: 62 км²
- Населення ради: 3857 осіб (станом на 2001 рік)

## Населені пункти
Селищній раді підпорядковані населені пункти:
- смт Пришиб
- с. Розівка
- с. Слов'янка
- с.Смиренівка

## Склад ради
Рада складається з 20 депутатів та голови.
- Голова ради: Сочкова Олена Миколаївна
- Секретар ради: Пустовіт Тетяна Валентинівна

### Керівний склад попередніх скликань
| Прізвище, ім'я, по батькові | Основні відомості                                              | Дата обрання | Дата звільнення |
| --------------------------- | -------------------------------------------------------------- | ------------ | --------------- |
| Садовнича Ольга Василівна   | Селищний голова, 1957 року народження, позапартійна            | 26.03.2006   | 31.10.2010      |
| Сочкова Олена Миколаївна    | Селищний голова, 1968 року народження, освіта незакінчена вища | 31.10.2010   |                 |

Примітка: таблиця складена за даними сайту Верховної Ради України

### Депутати
За результатами місцевих виборів 2010 року депутатами ради стали:

#### За суб'єктами висування
| Суб'єкт висування                 | Кількість обраних депутатів | %  |
| --------------------------------- | --------------------------- | -- |
| Партія регіонів                   | 8                           | 40 |
| Комуністична партія України       | 5                           | 25 |
| Самовисування                     | 4                           | 20 |
| Політична партія «Сильна Україна» | 3                           | 15 |

#### За округами
| № округу                          | Прізвище, ім'я, по батькові      | Дата визнання обраним | Освіта             | Партійна приналежність                  | Відомості про обраного депутата           |
| --------------------------------- | -------------------------------- | --------------------- | ------------------ | --------------------------------------- | ----------------------------------------- |
| Комуністична партія України       |                                  |                       |                    |                                         |                                           |
| 4                                 | Погрібна Тетяна Олександрівна    | 05.11.2010            | середня            | член Комуністичної партії України       | МЗ Моліс, контролер КПП                   |
| 9                                 | Луговський Іван Володимирович    | 05.11.2010            | вища               | член Комуністичної партії України       | Пришибська загальноосвітня школа, вчитель |
| 10                                | Костюк Валентина Віталіївна      | 05.11.2010            | вища               | член Комуністичної партії України       | пенсіонер                                 |
| 14                                | Пустовіт Тетяна Валентинівна     | 05.11.2010            | середня спеціальна | позапартійна                            | КС «Актив», керівник                      |
| 18                                | Сорока Юрій Володимирович        | 05.11.2010            | середня            | позапартійний                           | райавтодор, механізатор                   |
| Партія регіонів                   |                                  |                       |                    |                                         |                                           |
| 1                                 | Корницький Іван Володимирович    | 05.11.2010            | середня спеціальна | член Партії регіонів                    | ЗФЗ, робітник                             |
| 2                                 | Кулаковська Ірина Сергіївна      | 05.11.2010            | середня спеціальна | член Партії регіонів                    | МЗ ЛДКУ ЛТД, робітник                     |
| 3                                 | Терещенко Людмила Миколаївна     | 05.11.2010            | середня            | член Партії регіонів                    | ПНІ, медсестра                            |
| 6                                 | Благоторєнко Анатолій Сергійович | 05.11.2010            | вища               | член Партії регіонів                    | приватний підприємець                     |
| 11                                | Гнідий Анатолій Олександрович    | 05.11.2010            | середня            | член Партії регіонів                    | пенсіонер                                 |
| 15                                | Васильченко Наталя Василівна     | 05.11.2010            | середня спеціальна | член Партії регіонів                    | УНСЗН, соціальний працівник               |
| 17                                | Гулевата Оксана Анатоліївна      | 05.11.2010            | середня спеціальна | член Партії регіонів                    | сільська бібліотека, завідувачка          |
| 19                                | Зленський Сергій Вікторович      | 05.11.2010            | середня            | член Партії регіонів                    | ПП"Смиренівське", бригадир                |
| Політична партія «Сильна Україна» |                                  |                       |                    |                                         |                                           |
| 8                                 | Руденко Ірина Петрівна           | 05.11.2010            | вища               | член Політичної партії «Сильна Україна» | Мих. Райавтодор, інженер                  |
| 13                                | Куліш Олексій Петрович           | 05.11.2010            | середня            | член Політичної партії «Сильна Україна» | ПП «Цикало С. О.», робітник               |
| 16                                | Титаренко Марина Володимирівна   | 05.11.2010            | вища               | член Політичної партії «Сильна Україна» | Пенсійний фонд, керівник відділу          |
| Самовисування                     |                                  |                       |                    |                                         |                                           |
| 5                                 | Грищенко Наталя Вікторівна       | 05.11.2010            | вища               | позапартійна                            | Пришибська загальноосвітня школа, вчитель |
| 7                                 | Нужний Сергій Володимирович      | 05.11.2010            | вища               | позапартійний                           | ДГП Агроцентр ВАТ, заступник директора    |
| 12                                | Горілей Віктор Вікторович        | 05.11.2010            | середня            | позапартійний                           | ТОВ ЛДК Україна, начальник охорони        |
| 20                                | Сухоруков Іван Олексійович       | 05.11.2010            | середня            | позапартійний                           | приватний підприємець                     |